# Tore tanzt
Tore tanzt ist ein deutscher Kino-Spielfilm aus dem Jahr 2013. Das Langfilmdebüt von Regisseurin Katrin Gebbe feierte seine Weltpremiere am 23. Mai 2013 in der Sektion Un Certain Regard der 66. Internationalen Filmfestspiele von Cannes. Der internationale Titel lautet Nothing Bad Can Happen.

## Handlung
Tore, ein Mensch mit epileptischen Anfällen, und ohne erkennbare Familie oder Freunde, lernt bei den Jesus Freaks Gott kennen. Er lässt sich in der Elbe taufen und möchte konsequent Gott folgen, wie er es in den Versammlungen und Gottesdiensten der Jesus-Freak-Gemeinde erfährt. Daher ist Tore überzeugt, dass Gott auf eine Art und Weise wirken kann, wie es die wenigsten Menschen vermuten.
Auf einem Rastplatz bemerkt Tore einen Pick-up, der nicht anspringt. Zusammen mit seinem Freund Eule, mit dem er in der Jesus-Freak-Kommune wohnt, beugt er sich über die Motorhaube und spricht ein Gebet, mit dem er Gott um das Anspringen des Wagens bittet. Tatsächlich springt der Wagen nach dem Gebet an. Benno, Fahrer und Vater der Familie, die im Pickup saßen, nimmt dies ungläubig und erstaunt zur Kenntnis. Er bietet Tore Wohnstatt und Verköstigung in seinem Schrebergarten-Häuschen an.
Tore überwirft sich mit seinem Freund Eule, da er ihn beim Vorspiel mit dessen Freundin Maithe erwischt hatte. Für Tore ist vorehelicher Sex gegen Gottes Willen, und so zieht er spontan aus der Kommune aus. Bei Benno und seiner Lebensgefährtin Astrid mit den Kindern Sanny und Dennis findet Tore die versprochene Wohnstatt.
Bald lernt der Jesus Freak die cholerische Seite Bennos kennen; denn dieser lebt seine sadistischen Neigungen immer mehr an Tore aus. Für Tore sind dies Prüfungen Gottes, die er mit einer Aufgabe an ihn verbunden sieht. Tore erduldet die sadistischen Exzesse Bennos, indem er ihm seine Sanftmut und Gewaltlosigkeit entgegensetzt, die er bei den Jesus Freaks gelernt hatte. Dieses Entgegensetzen wird durch sein Verlieben in Sanny noch verstärkt, da Tore sich für sie verantwortlich fühlt. So kehrt er trotz gelungener Flucht zweimal wieder in diese Hölle zurück.
Die Gewalt gegen Tore eskaliert weiter, bis er schließlich von Benno zusammen mit Astrid und dem befreundeten Ehepaar Cora und Klaus so sehr gequält und verstümmelt wird, dass er daran stirbt. Bis zum Schluss hält Tore an seinem Glauben an einen gütigen Gott fest, sehr zu Bennos Ärgernis. Diese letzten, am Ende tödlichen Quälereien, geben Sanny die Kraft, mit ihrem Bruder Dennis das gewalttätige Elternhaus zu verlassen.

## Entstehungsgeschichte

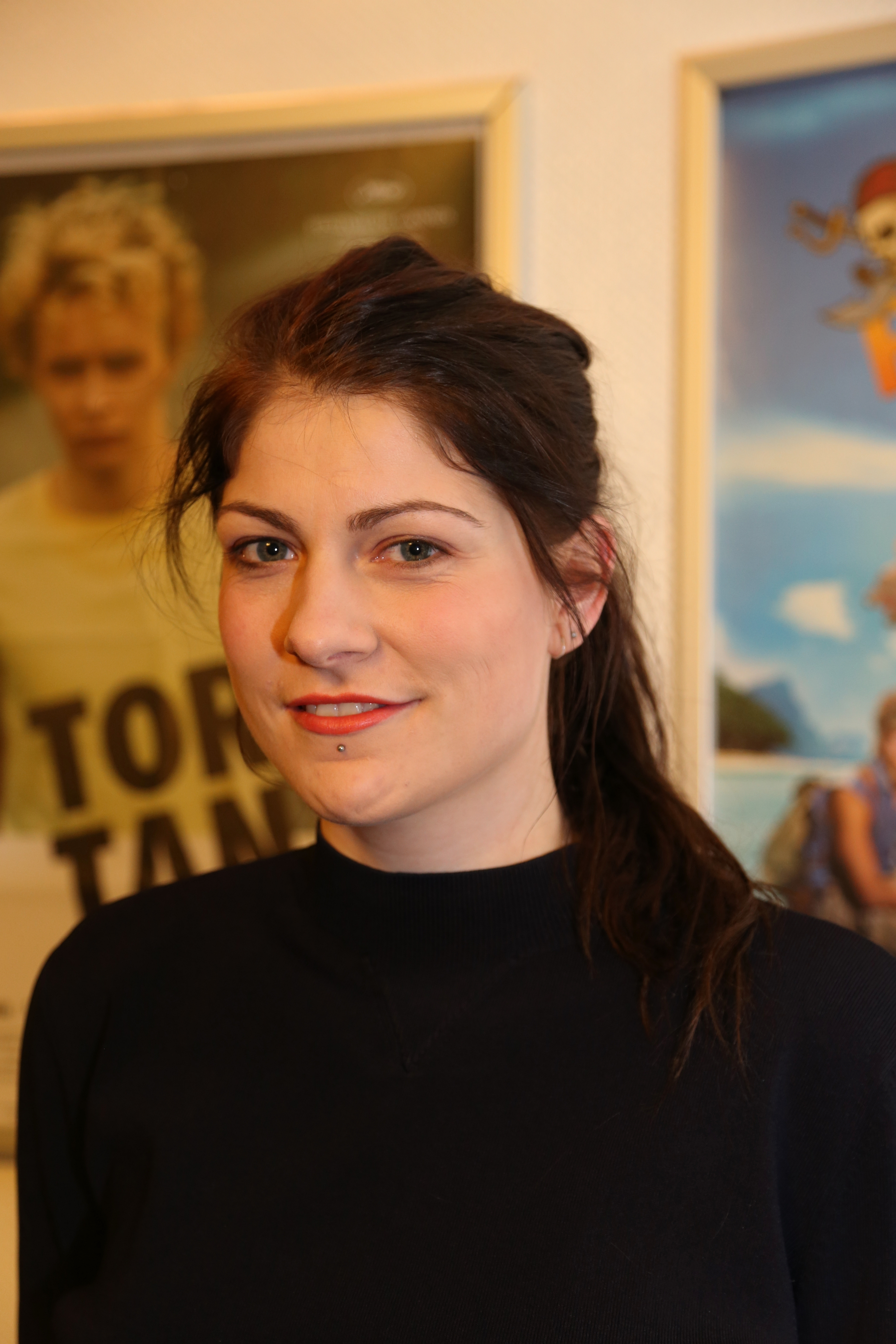
Filmregisseurin Katrin Gebbe bei der Vorführung von Tore tanzt in ihrem Geburtsort Ibbenbüren am 26. Februar 2014

### Stoffentwicklung
Die Regisseurin Katrin Gebbe schrieb auch das Drehbuch, wobei sie durch Matthias Glasner beraten wurde. Dabei lehnte Gebbe sich an einen Kriminalfall an, der sich in den Jahren 2002 und 2003 in Udenhausen ereignete. Dort hatte ein Ehepaar einen geistig behinderten Jungen wie einen Sklaven gehalten, gequält, und schließlich ermordet.
In einem Interview beim Filmfestival Melbourne sagte Katrin Gebbe dazu:

“I found an internet article and couldn’t stop thinking about the maltreated boy, a good person who meets the wrong friends… The characters deeply touched me. Why was that boy described as a "retarded victim" while the abusers were called "monsters"? It was so far away from life. And I felt there would be so many themes to discover – about relationships, guilt, desire, belief, idealism, love, bravery… I was searching for more than an easy explanation.”

„Ich fand einen Internet-Artikel und konnte nicht aufhören über den misshandelten Jungen nachzudenken, ein guter Mensch, der an falsche Freunde gerät... Die Figur hat mich tief berührt. Wieso wurde der Junge als ein "behindertes Opfer" beschrieben, während seine Peiniger als "Monster" bezeichnet wurden? Es war so weit weg vom echten Leben. Und ich fand es gab so viele Themen zu entdecken – über Beziehungen, Schuld, Verlangen, Glauben, Idealismus, Liebe, Mut... Ich war auf der Suche nach mehr als einer einfachen Erklärung.“

### Finanzierung
Katrin Gebbe und Verena Höfe-Gräft, die Produzentin des Films, hatten sich während ihres Studiums an der Hamburg Media School kennengelernt und im Jahr 2009 mit der Arbeit an dem Projekt begonnen.
Der Film entstand im Auftrag der ZDF-Redaktion Das kleine Fernsehspiel und wurde dort betreut von der Redakteurin Katharina Dufter. Weitere Fördermittel kamen von der Nordmedia Niedersachsen / Bremen, und der Filmförderung Hamburg Schleswig-Holstein. Insgesamt hatte der Film ein Budget von ungefähr 470 000 Euro. Der Verleih erfolgte durch Rapid Eye Movies.

### Dreharbeiten
Die Dreharbeiten fanden vom 15. Mai bis zum 26. Juni 2012 in Hamburg und Schleswig-Holstein statt.

## Festivals und Auswertung
Tore tanzt war der einzige deutsche Beitrag im offiziellen Programm der Filmfestspiele von Cannes 2013. Noch vor der Premiere wurden von dem Verleih Drafthouse Films die USA-Rechte gekauft.
Es folgten Festivalteilnahmen in Karlovy Vary (Juni 2013) und Melbourne (Juli 2013), bevor es im September 2013 zur Deutschlandpremiere beim Filmfest Hamburg kam. Dort erhielt Katrin Gebbe den Montblanc Drehbuch Preis.
Der deutsche Kinostart war am 28. November 2013. In den USA startete der Film in einzelnen Kinos am 27. Juni 2014. Am 29. Juni 2015 hatte der Film schließlich seine TV-Premiere im  ZDF – Das kleine Fernsehspiel.

## Rezeption
Aufgrund seiner drastischen Misshandlungs- und Folterszenen war Tore tanzt sowohl bei Filmkritikern als auch Zuschauern umstritten. Über die Premiere in Cannes sagte die Regisseurin:

“We expected it to be controversial, and that was what happened. We had boos and cheers, escapees and long standing ovations. It was intense! I think we stirred up a hornets’ nest. And that is what artists should do.”

„Wir haben erwartet, dass er umstritten sein würde, und so kam es auch. Es gab Buhrufe und Jubel, Zuschauer, die flüchteten, und langen stehenden Beifall. Es war sehr aufregend! Ich denke, wir haben in ein Wespennest gestochen. Und das sollten Künstler tun.“

### Kritiken
Die deutschen Filmkritiker waren mehrheitlich beeindruckt von dem Film. Es gab aber negative Urteile:

„Eine verstörende Märtyrer-Studie, die zeigt, wieviel Kraft im deutschen Kino stecken kann.“

„Warum man für Tore tanzt klatschen muss? Nicht nur, weil sich hier ein deutscher Film weit aus der Komfortzone herauswagt, sondern auch, weil er triggert. Bei mir sind es die Erinnerungen an die aus unser Zeit heraus betrachtet ungeheuerlich erscheinenden Machtgefüge in der Nazi-Zeit und die unfassbar sadistischen Taten von Menschen, die sonst als ‚normal‘ galten. Bei meinem Kollegen Joachim waren es wiederum Gedanken über die derzeitige deutsche Gesellschaft – ihre Gespaltenheit in Passivität und sadistisch-fröhlicher Ausbeutung.
Doch was auch immer es für den einzelnen sein mag, Tore tanzt vermag etwas, das der deutsche Film schon lange Zeit nicht mehr getan hat: er bewegt.“

„Katrin Gebbe geht mit ihrer religiösen Allegorie des Unschuldigen, dem die Passion Christi auferlegt wird, noch einen Schritt weiter. Sie überschreitet bewusst Grenzen und löst körperliches Unbehagen aus, zumal Mitleid und Identifikation hier keine Option sind. Tore könnte – auch das eine mögliche Interpretation – selbst schuld sein an dem, was ihm widerfährt. Vielleicht bringt er das Böse in den Menschen erst hervor, weil seine passive Demut so provozierend wirkt, weil er es gar nicht anders will. Naive Verblendung oder mutiges Opfer – Gebbe weigert sich, eindeutige Antworten zu geben. Als Zuschauer muss man eine eigene Haltung zu dem Film finden, und das ist gar nicht so einfach. Ein verstörender Film. Und Verstörung ist im deutschen Kino viel zu selten.“

„Katrin Gebbe aber konstruiert den Blutrausch, in dem Tore tanzt endet, aus einer Alltagssituation heraus. Und stellt damit die Frage, ob hier neben den Perversionen der Täter nicht auch ein gewisser Masochismus des Opfers eine Rolle spielen könnte. Das kann man abstoßend finden, weil auch Gebbes Film die Gewalt filmisch überhöht, sie zumindest am Anfang in träumerische Bilder verpackt, um das sanfte Gemüt ihres Protagonisten zu spiegeln.“

„Man könnte mit Tore tanzt leicht fertigwerden, präsentierte er Antworten. Gut und Böse, Liebe und Hass, Normalität und Krankheit aber bleiben vieldeutig. Provozierender noch ist die Beharrlichkeit, mit der die Inszenierung Tores Leid in unseren Blick zwingt. Zwischen künstlerischer Konsequenz und Exzess mag da ein schmaler Grat liegen, doch es ist diese Radikalität, die die Fragen des Films so eindringlich macht. Es war übrigens auch Nietzsche, der schrieb: »Frei ist, wer in Ketten tanzen kann«.“

„Die Regisseurin quält den Zuschauer. Nicht nur wegen den unappetitlichen Folterszenen, auch weil Tore dem Ganzen jederzeit ein Ende setzten könnte. Tore ist niemals ein Gefangener. Nicht wie im Horrorfilm, wo das Opfer dem Peiniger nicht entkommen kann. Er müsste nicht einmal selbst etwas tun, er müsste nur zur Polizei gehen und die Familie anzeigen. Warum er der Tochter nicht aktiv hilft, sondern ihr nur zeigt wie er alle Schmerzen erträgt um bei ihr zu sein, ist nur schwer nachzuvollziehen. Auch wird nicht geklärt warum die Eltern so böse sind. Es gibt keine Antworten und keine Kompromisse. Die Welt wird aufgeteilt in Gut und Böse, in Opfer und Täter. Der Film ist die moderne Version von der Passion Christi und daher kann die Geschichte nur böse enden, denn auch Jesus starb letztendlich am Kreuz. Tore ist der Jesusfreak und von Anfang an verloren. Der Zuschauer darf schockierter Zeuge seines (gottgewollten?) Untergangs sein.“

„Dennoch scheitert der Film an seiner Unentschiedenheit, an der wahrgenommenen Willkür in der Darstellung. Als kurzer Schock im Kinosaal funktioniert Tore tanzt dagegen überraschend gut, vor allem wenn man sich vergegenwärtigt, wie wenig davon über den simplen Effekt hinausgeht und wie holprig die Konstruktion letztlich bleibt. Gebbe wagt einen Drahtseilakt zwischen dramaturgischer Eindeutigkeit und filmischer Offenheit. Immerhin gab es Buhrufe in Cannes. Nicht die schlechteste Form der Auszeichnung.“

### Jury-Begründungen
Die Deutsche Film- und Medienbewertung (FBW) verlieh dem Film das Prädikat »Besonders wertvoll«:

„Gut und Böse, Täter und Opfer, Glaube und Verrat – es sind existenzielle Gegensätze, die der Debütfilm von Katrin Gebbe hier auf fast schon radikale Weise verhandelt, ohne zu pauschalisieren. Er zeichnet den Charakter Tore als moderne Jesusfigur, die sich geschworen hat, das Leid anderer auf sich zu nehmen. Bis zum Äußersten geht der Film, um zu zeigen, wie unnachgiebig, unmittelbar und unkontrollierbar das Böse im Menschen zuschlagen kann. Dabei verzichtet Gebbe auf explizites Zeigen der Gewalt. Die grausamen Taten Bennos finden weniger im Bild als im Kopf des Betrachters statt. Julius Feldmeier als Tore und Sascha Alexander Gersak als Benno sind unglaublich überzeugend in ihren Rollen und machen in jeder Szene bewusst, dass hier etwas passiert, was nicht mehr aufzuhalten ist. Für keinen Beteiligten. Immer weiter dreht sich die Spirale des Sadismus bis hin zum kompromisslosen und konsequenten Ende. Tore tanzt erklärt das Böse nicht. Aber zeigt, dass es da ist. Selten war der deutsche Film so radikal. So provozierend, mutig und gewaltig.“

Der Film gewann zwei Preise der Deutschen Filmkritik. Die Begründung der Jury:

„Dieses Spielfilmdebüt besticht durch die schwer verdauliche Symbiose der Erzählung mit den ihr gegebenen Filmbildern. Der tragische Plot wird filmisch ästhetisiert: Packende, wuchtige Bilder alternieren mit traumartig, ruhigen Szenen. Die Kontraste von dunklen engen Zimmern und lichtdurchfluteten Weiten, von erschreckend schnell belebtem Sadismus und kindlich-naiver Unschuld vermitteln uns die Spannweite der menschlichen Seele. Es sind aber nicht nur jene Gegensätze, sondern vor allem auch die feinen Zwischentöne, die uns ein Debüt beschert haben, das tief bewegt und beeindruckt.“

## Auszeichnungen
Preis der deutschen Filmkritik 2013
- Bestes Spielfilmdebüt

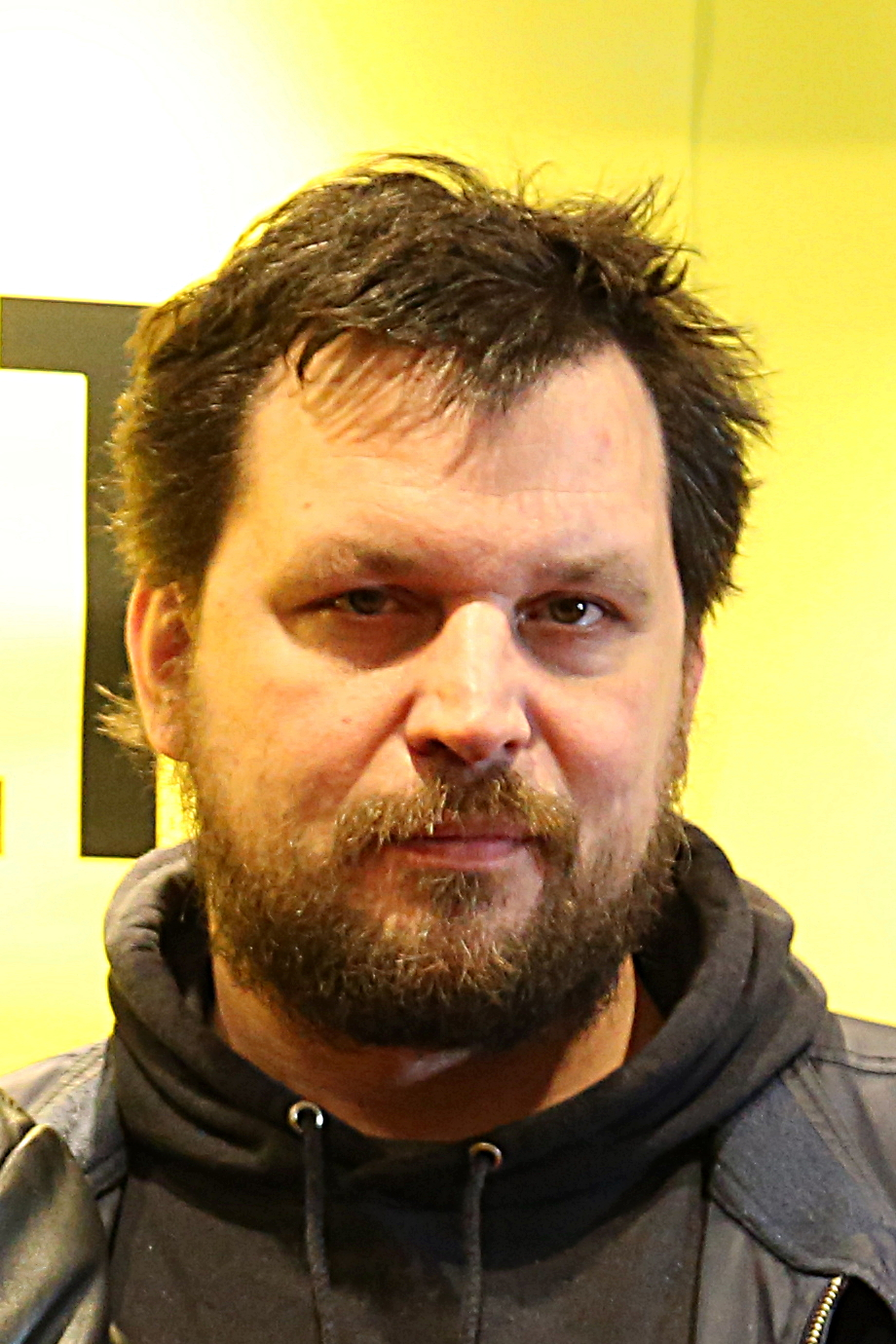
Sascha Alexander Gersak gewann den Preis der deutschen Filmkritik für seine Darstellung des sadistischen Benno

- Bester Darsteller: Sascha Alexander Geršak
- Nominiert war Tore tanzt auch für den Spielfilm-Hauptpreis, und Heike Gnida für ihren Schnitt.[21]

Bayerischer Filmpreis 2013
- Beste Nachwuchsregisseurin: Katrin Gebbe

Deutscher Regiepreis Metropolis 2013
- Bester Schauspieler: Julius Feldmeier
- Beste Redakteurin: Katharina Dufner (ZDF)

Filmfest Hamburg 2013
- Bestes Drehbuch: Katrin Gebbe

Deutscher Schauspielerpreis 2014
- Bester Schauspieler Nachwuchs: Julius Feldmeier

Deutscher Filmpreis 2014
- Nominierungen für Beste Regie und Beste Filmmusik (Johannes Lehniger, Peter Folk)

Festival Filmplus 2014
- Nominierung von Heike Gnida für den Filmstiftung NRW Schnitt-Preis Spielfilm